# ブクルLF
ブクルLF（Bucur LF、Bucur Low Floor）は、ルーマニアの路面電車であるブカレスト市電に在籍する車両の形式。車内の多くがバリアフリーに適した低床構造となっている超低床電車（部分超低床電車）である。

## 概要
ルーマニアの首都・ブカレストで路面電車（ブカレスト市電）を運営するブカレスト交通会社は、主に路面電車車両の生産や改造を手掛ける中央修理工場（Uzina de Reparaţii „Atelierele Centrale”、URAC）を有している。同工場では2000年代以降、バリアフリーに適した低床構造を有する超低床電車の研究が行われ、2004年にこの構造を可能とした台車の開発が完了した。そして既存の車両の改造や機器を流用した部分超低床電車の製造が実施された後、2009年に初の新造超低床電車となる試作車が作られた。これが「ブクルLF（Bucur LF）」である。
中間に全長が短い車体を挟んだ3車体連接車で、運転台や乗降扉は片側のみに設置されている。前後車体の端に動力台車が設置されており、この部分を除いた車内の65 %以上が床上高さ360 mmの低床構造となっている。乗降扉は車体右側に計5箇所設置されており、両開き扉は全て低床部分に存在する。車内の座席は前後車体にクロスシート、中間車体にロングシートとなっており、乗降扉の間には車椅子用スペースが設けられている。また、開発目標の1つにエネルギー消費量の削減があり、制動装置に電力が回収可能な回生ブレーキが用いられているのはその一環である。
2011年から量産が始まり、2019年時点で試作車を含め16両（401 - 416）が在籍する。そのうち試作車（401）と2011年製の4両（402 - 405）は主電動機に直流電動機を用い電機子チョッパ制御装置を搭載している一方、翌2012年以降の量産車（406 - 416）は誘導電動機およびVVVFインバータ制御装置に改められ、エネルギー消費量が更に削減されている。更に、ブカレスト市電を運営するブカレスト交通協会は2019年に18両（417 - ）の追加発注を実施し、翌2020年から納入が始まっているが、この追加発注車両については低床部分が車内全体の70 %に増加している。これらの「ブクルLF」については、以下のような形式名で区分が行われている。
- ブクルLF（Bucur LF） - 2009年製の試作車。
- ブクルLF-CH（Bucur LF-CH） - 2011年に製造された直流電動機・電機子チョッパ制御装置を用いた車両。
- ブクルLF-CA（Bucur LF-CA） - 2012年以降製造されている、誘導電動機・VVVFインバータ制御装置を搭載した車両。2019年に発注が行われた増備車も含む。

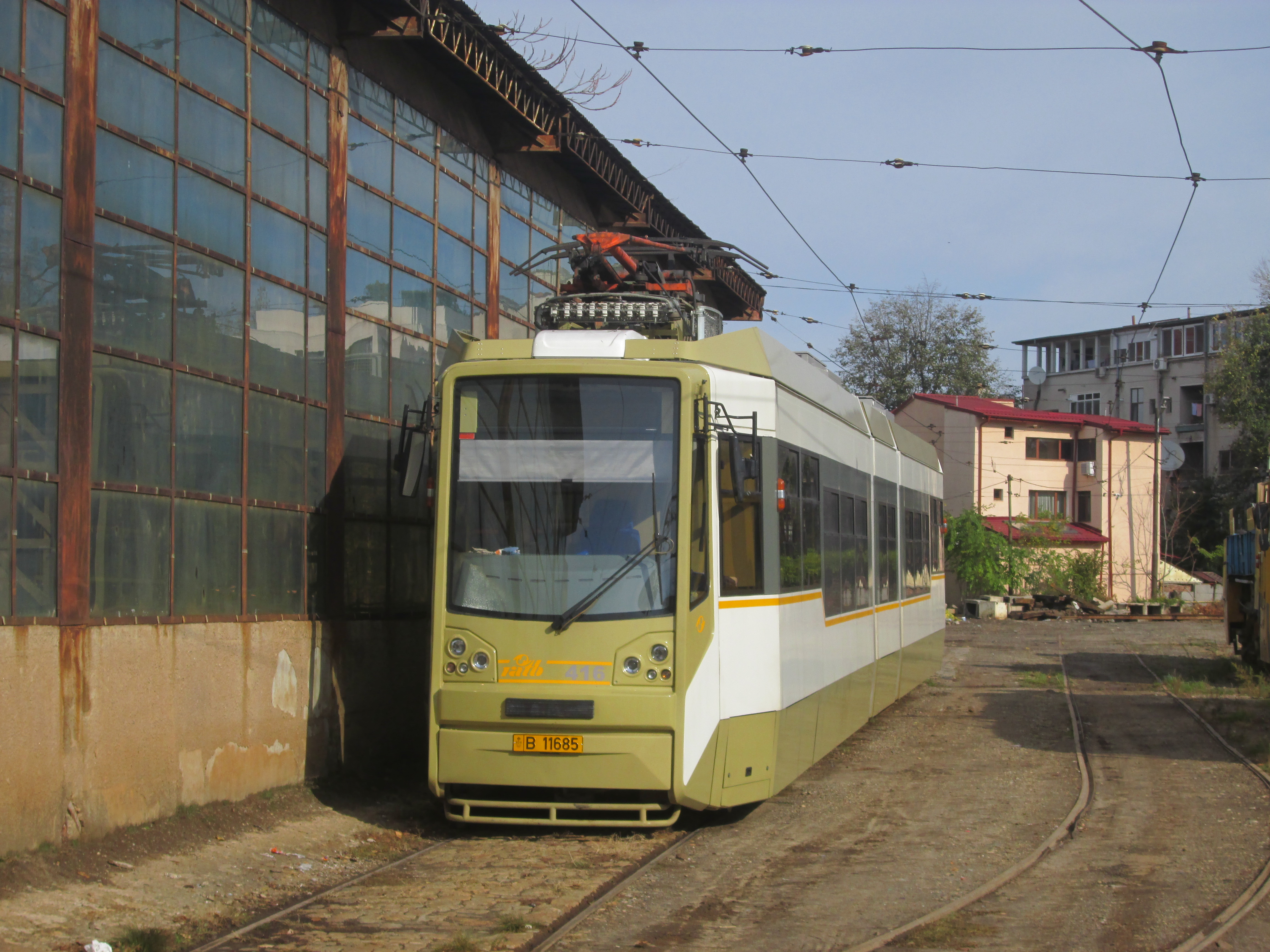
車庫に停車するブクルLF（416）（2017年撮影）
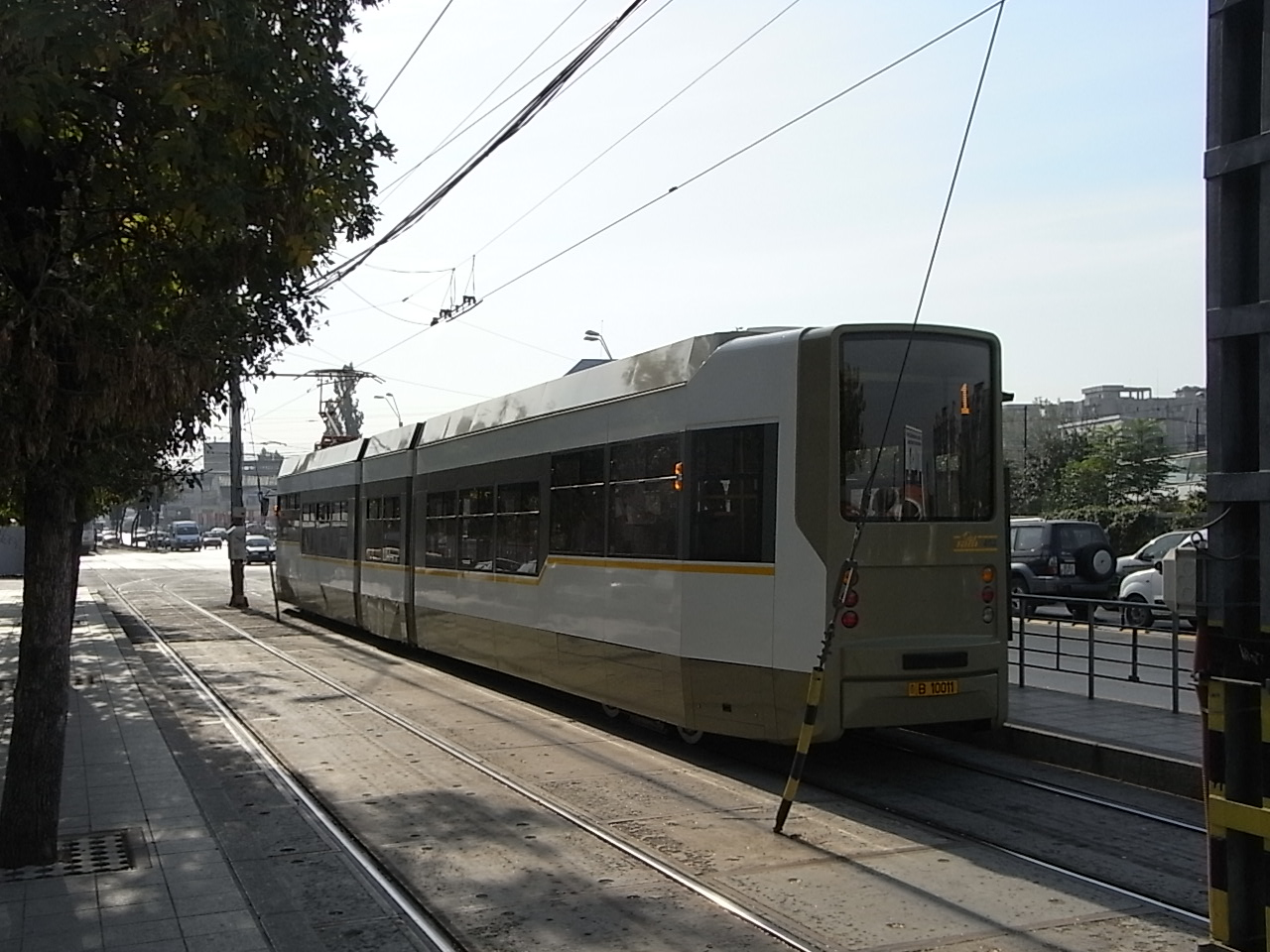
後部車体には運転台が存在しない（2011年撮影）